# Abu l-'Ala Idris al-Ma'mun
Abū l-ʿAlā Idrīs al-Maʾmūn, (in arabo أبو العلا المأمون إدريس ‎?) (Malaga, 1186 – 17 ottobre 1232), è stato un califfo berbero almohade, figlio del califfo Abu Ya'qub Yusuf II, regnò in parte di quello che rimaneva dei domini almohadi dal 1229 alla sua morte.
Dopo la morte di suo fratello ʿAbd Allāh al-ʿĀdil scoppiò una guerra civile tra Idrīs e Yaḥyā al-Muʿtaṣim, che aveva ricevuto l'appoggio della capitale almohade Marrakesh. Idris chiese aiuto al re di Castiglia Ferdinando III, che gli mandò 12.000 cavalieri (Farfanes) con cui Idrīs conquistò Marrakesh e massacrò gli sceicchi che avevano sostenuto Yaḥyā.
Idrīs abbandonò la dottrina del Mahdī fondata da Muḥammad ibn Tūmart, a favore della dottrina sunnita, arrivando ad affermare che il Mahdī era Gesù e non Ibn Tūmart, il fondatore della dinastia almohade. Questo cambiamento religioso causò la perdita dell'Ifriqiya, che divenne indipendente sotto la dinastia hafside. A causa della sua incapacità di pagare Ferdinando, accettò di far costruire una chiesa cristiana a Marrakesh nel 1230, chiesa che verrà distrutta due anni dopo. La politica di Idrīs atta a cambiare completamente le tradizioni Almohadi gli fece perdere il consenso popolare, scoppiarono diverse rivolte in varie parti dell'impero. Nei primi anni del 1232 mentre Idrīs stava assediando Ceuta (dove si era ribellato il fratello Abu Musa Imran), Yaḥyā al-Muʿtaṣim colse l'occasione per conquistare Marrakesh. Idrīs morì mentre marciava per raggiungere la città, e gli succedette il figlio ʿAbd al-Wāḥid II.